# HC Pubec Plzeň
HC Pubec Plzeň (celým názvem: Hockey Club Pubec Plzeň) je český klub ledního hokeje, který sídlí v Plzni ve stejnojmenném kraji. Založen byl v roce 1998. Od sezóny 2016/17 působí v Plzeňské krajské soutěži – sk. A, páté české nejvyšší soutěži ledního hokeje. Klubové barvy jsou červená a černá.
Své domácí zápasy odehrává v tréninkové hale u Zimního stadionu s kapacitou 200 diváků.

## Přehled ligové účasti
Stručný přehled
Zdroj:
- 2003–2005: Plzeňský krajský přebor (4. ligová úroveň v České republice)
- 2005–2006: Plzeňský krajský přebor – sk. A (4. ligová úroveň v České republice)
- 2006–2009: Plzeňský krajský přebor (4. ligová úroveň v České republice)
- 2009–2016: Plzeňská krajská liga (4. ligová úroveň v České republice)
- 2016– : Plzeňská krajská soutěž – sk. A (5. ligová úroveň v České republice)

Jednotlivé ročníky
Zdroj:
Legenda: ZČ - základní část, červené podbarvení - sestup, zelené podbarvení - postup, fialové podbarvení - reorganizace, změna skupiny či soutěže
| Česko (2003 – ) |                                 |           |          |                                       |                     |
| Sezóny          | Soutěž                          | Úroveň    | ZČ       | Play-off, nadstavba, sk. o udržení... | Poznámky            |
| 2003/04         | Plzeňský krajský přebor         | 4. úroveň | 6. místo |                                       |                     |
| 2004/05         | Plzeňský krajský přebor         | 4. úroveň | 9. místo |                                       | Reorganizace        |
| 2005/06         | Plzeňský krajský přebor – sk. A | 4. úroveň | 4. místo | Skupina o umístění (10. místo)        | Reorganizace        |
| 2006/07         | Plzeňský krajský přebor         | 4. úroveň | 5. místo |                                       |                     |
| 2007/08         | Plzeňský krajský přebor         | 4. úroveň | 6. místo |                                       |                     |
| 2008/09         | Plzeňský krajský přebor         | 4. úroveň | 7. místo |                                       | Změna názvu soutěže |
| 2009/10         | Plzeňská krajská liga           | 4. úroveň | 8. místo | Zápas o 7. místo (výhra)              |                     |
| 2010/11         | Plzeňská krajská liga           | 4. úroveň | 4. místo |                                       |                     |
| 2011/12         | Plzeňská krajská liga           | 4. úroveň | 8. místo |                                       |                     |
| 2012/13         | Plzeňská krajská liga           | 4. úroveň | 8. místo | Čtvrtfinále                           |                     |
| 2013/14         | Plzeňská krajská liga           | 4. úroveň | 7. místo |                                       |                     |
| 2014/15         | Plzeňská krajská liga           | 4. úroveň | 8. místo |                                       |                     |
| 2015/16         | Plzeňská krajská liga           | 4. úroveň | 7. místo |                                       | Sestup              |
| 2016/17         | Plzeňská krajská soutěž – sk. A | 5. úroveň | 3. místo | Finále                                |                     |
| 2017/18         | Plzeňská krajská soutěž – sk. A | 5. úroveň | 5. místo | Čtvrtfinále                           |                     |
| 2018/19         | Plzeňská krajská soutěž – sk. A | 5. úroveň |          |                                       |                     |